# Онисим (Фестинатов)
Архиепи́скоп Они́сим (в миру Сергей Николаевич Фестинатов; 21 апреля 1890, село Булгаково, Суздальский уезд, Владимирская губерния (ныне Тейковский район, Ивановская область) — 31 октября 1970, город Владимир) — епископ Русской православной церкви. Архиепископ Владимирский и Суздальский.

## Биография
Родился 21 апреля (3 мая) 1890 года первенцем в семье иерея села Булгаково Суздальского уезда Николая Ивановича Фестинатова и его жены Веры Михайловны, урождённой Златоустовой. С семилетнего возраста жил и воспитывался у деда — протоиерея Михаила Златоустова — в селе Петровском, в 60 км от города Иваново-Вознесенска (ныне входит в состав Лежневского района Ивановской области).
Окончил церковно-приходскую школу села Петровского, в 1904 году — Суздальское духовное училище, в 1910 году — Владимирскую духовную семинарию.
В течение трёх лет был учителем в церковно-приходских школах Меленковского уезда: с 10 октября 1910 года — учитель церковно-приходской школы в селе Домнино; затем — в селе Дмитриевы Горы: со 2 октября 1911 года — учитель и законоучитель в школе при стеклозаводе купцов Фёдоровских, с 12 декабря 1912 года — старший учитель четырёхклассной церковно-приходской миссионерской школы имени архиепископа Варшавского Иеронима и помощник епархиального противосектантского миссионера.
20 марта 1913 года 50-летний священник Николай Фестинатов умер от чахотки и был погребён у алтаря Никольской церкви села Нового, где служил с 1907 года. После похорон отца Сергей Фестинатов направил прошение архиепископу Владимирскому и Суздальскому Николаю о назначении его священником в храм села Нового. После женитьбы на дочери псаломщика Клавдии Фёдоровне Быстрицкой, 1 августа 1913 года архиепископом Владимирским и Суздальским Николаем он был рукоположён в сан диакона, а 6 августа — во иерея к Спасской церкви города Владимира и занял место настоятеля Никольской церкви села Нового. Был также законоучителем Новосельской и Апосинской земских школ.
В 1920-е годы из Никольской церкви изъяли всё ценное имущество, в том числе серебряные священные сосуды; семью священника лишили избирательных прав, со двора Фестинатовых угнали весь домашний скот, а на самого отца Сергия наложили трудовую повинность.
С 28 июня 1930 года — священник Троицкой церкви в селе Заястребье Судогодского района Владимирской области, где служил до своего ареста в 1940 году. По воспоминаниям уроженки деревни Алферово Судогодского района Анны Яковлевны Лыковой, «Перед войной с колокольни церкви Пресвятой Троицы были сброшены колокола. Церковь закрыли. Но Сергей Николаевич продолжал жить в селе Заястребье».
В 1942 году овдовел. В 1943 году был освобождён и вернулся к служению, став благочинным церквей Собинского, Ковровского, Селивановского и Гусь-Хрустального районов.
17 марта 1944 года общим собранием верующих города Владимира избран на должность настоятеля Успенского собора. 19 апреля указом патриарха Сергия это избрание было утверждено.
Его трудами в апреле 1944 года Успенский собор города Владимира (памятник архитектуры XII века), в котором ранее располагались то склад, то музей, был открыт и торжественно освящён. На собрании верующих в апреле 1944 года он призвал привести в достойное состояние «запущенный, обесчещенный и загрязнённый» собор, очистить его от пыли, грязи и нечистот.
4 мая 1944 года патриарх Сергий на приёме у председателя Совета по делам Русской православной церкви Георгия Карпова поставил вопрос о назначении Фестинатова «в качестве епископа Владимирской и Ивановской епархий», и тот заявил, что «со стороны совета возражений нет». Был избран епископом вдовствующей Владимиро-Суздальской епархии, после чего 24 августа 1944 года в Крестовой патриаршей церкви Патриаршим местоблюстителем митрополитом Ленинградским и Новгородским Алексием (Симанским) был пострижен в монашество с именем Онисим.
25 августа 1944 года в зале заседаний Священного синода совершено было наречение иеромонаха Онисима во епископа Владимирского и Суздальского. 27 августа 1944 года хиротонисан во епископа Владимирского и Суздальского. Чин хиротонии совершили Патриарший местоблюститель митрополит Ленинградский и Новгородский Алексий (Симанский), митрополит Крутицкий Николай (Ярушевич), епископ Ташкентский и Среднеазиатский Кирилл (Поспелов).
Все 26 лет епископского служения оставался на той кафедре, на которую был поставлен (случай уникальный для того времени). В 1944—1946 годах временно управлял также Ивановской епархией.
В 1944—1945 годах на средства епархии был проведён ремонт Успенского собора, а в 1951—1954 годах — реставрационные работы, в ходе которых частично подновлены и восстановлены фрески и иконы, отремонтированы крыша, стены, окна и система отопления.
25 февраля 1956 года возведён в сан архиепископа.
5 октября 1958 года, в ознаменование 800-летия Успенского собора, награждён правом ношения креста на клобуке.
Во времена хрущёвских гонений на церковь в его епархии были закрыты всего 13 храмов. Владимир Солоухин в повести «Чёрные доски» описал закрытие и разорение храма в селе Петракове (у автора — «Петроково») Суздальского района.
В 1963 году награждён орденом святого равноапостольного князя Владимира I степени.
Скончался 31 октября 1970 года во Владимире. До отпевания панихида у тела почившего архиепископа Онисима была совершена архиепископом Ивановским и Кинешемским Феодосием (Погорским). Отпевание совершил митрополит Ярославский и Ростовский Иоанн (Вендланд). «Стоял вопрос — где его похоронить. На старом, Князь-Владимирском, кладбище уже к этому времени не хоронили. Родные решили увезти и похоронить Владыку вместе с женой и сыном в с. Заястребье. Прихожане же убедили партийное начальство (дошли до обкома КПСС) похоронить Владыку у стены церкви на Князь-Владимирском кладбище». Похоронен на Князь-Владимирском кладбище у южной части алтаря Князе-Владимирского храма города Владимира. 13 июля 2024 года митрополит Владимирский и Суздальский Тихон (Емельянов) возглавил Чин освящения нового надгробия над местом захоронения архиепископа Онисима.